# Lijst van nummer 1-hits in Duitsland in 1979
Deze hits stonden in 1979 op nummer 1 in de Musikmarkt Top 50, de bekendste hitlijst in Duitsland.
| Datum        | Artiest           | Titel                 |
| ------------ | ----------------- | --------------------- |
| 5 januari    | Boney M.          | Mary's boy child      |
| 12 januari   | Village People    | Y.M.C.A.              |
| 19 januari   | Village People    | Y.M.C.A.              |
| 26 januari   | Village People    | Y.M.C.A.              |
| 2 februari   | Village People    | Y.M.C.A.              |
| 9 februari   | Village People    | Y.M.C.A.              |
| 16 februari  | Village People    | Y.M.C.A.              |
| 23 februari  | Village People    | Y.M.C.A.              |
| 2 maart      | Blondie           | Heart of glass        |
| 9 maart      | Blondie           | Heart of glass        |
| 16 maart     | Blondie           | Heart of glass        |
| 23 maart     | Blondie           | Heart of glass        |
| 30 maart     | Blondie           | Heart of glass        |
| 6 april      | Blondie           | Heart of glass        |
| 13 april     | Dschinghis Khan   | Dschinghis Khan       |
| 20 april     | Dschinghis Khan   | Dschinghis Khan       |
| 27 april     | Dschinghis Khan   | Dschinghis Khan       |
| 4 mei        | Dschinghis Khan   | Dschinghis Khan       |
| 11 mei       | Patrick Hernandez | Born to be alive      |
| 18 mei       | Patrick Hernandez | Born to be alive      |
| 25 mei       | Patrick Hernandez | Born to be alive      |
| 1 juni       | Patrick Hernandez | Born to be alive      |
| 8 juni       | Patrick Hernandez | Born to be alive      |
| 15 juni      | M                 | Pop muzik             |
| 22 juni      | M                 | Pop muzik             |
| 29 juni      | M                 | Pop muzik             |
| 6 juli       | M                 | Pop muzik             |
| 13 juli      | M                 | Pop muzik             |
| 20 juli      | M                 | Pop muzik             |
| 27 juli      | Peter Maffay      | So bist du            |
| 3 augustus   | Peter Maffay      | So bist du            |
| 10 augustus  | Peter Maffay      | So bist du            |
| 17 augustus  | Boney M.          | El lute               |
| 24 augustus  | Boney M.          | El lute               |
| 31 augustus  | Boney M.          | El lute               |
| 7 september  | Boney M.          | El lute               |
| 14 september | Boney M.          | El lute               |
| 21 september | Boney M.          | El lute               |
| 28 september | Boney M.          | El lute               |
| 5 oktober    | Boney M.          | El lute               |
| 12 oktober   | Cliff Richard     | We don't talk anymore |
| 19 oktober   | Cliff Richard     | We don't talk anymore |
| 26 oktober   | Cliff Richard     | We don't talk anymore |
| 2 november   | Cliff Richard     | We don't talk anymore |
| 9 november   | Cliff Richard     | We don't talk anymore |
| 16 november  | Thom Pace         | Maybe                 |
| 23 november  | Thom Pace         | Maybe                 |
| 30 november  | Thom Pace         | Maybe                 |
| 7 december   | Thom Pace         | Maybe                 |
| 14 december  | Thom Pace         | Maybe                 |
| 21 december  | Thom Pace         | Maybe                 |
| 28 december  | Thom Pace         | Maybe                 |